# Antonio Ríos
Antonio Ríos Martínez (Arcelia, Guerrero, 1988. október 24. –) egy mexikói válogatott labdarúgó, aki jelenleg a Deportivo Tolucában játszik középpályásként.

## Pályafutása

### Klubcsapatokban
2009. január 18-án lépett először pályára felnőtt profi csapatban, ekkor csapata, a Toluca 3–3-as döntetlent ért el az Atlante ellen. Azóta is a Tolucában játszik.

### A válogatottban
A válogatottban 21 évesen, 2010 szeptemberében mutatkozott be egy Kolumbia elleni barátságos mérkőzésen, majd egy hónappal később Venezuela ellen is játszott, de ezt követően közel 4 évig nem lépett pályára a nemzeti csapatban.
| Mexikó | Mexikó              | Mexikó                                          | Mexikó           | Mexikó   | Mexikó    | Mexikó                         | Mexikó | Mexikó  |
| #      | Dátum               | Helyszín                                        | Hazai            | Eredmény | Vendég    | Kiírás                         | Gólok  | Esemény |
| ------ | ------------------- | ----------------------------------------------- | ---------------- | -------- | --------- | ------------------------------ | ------ | ------- |
| 1.     | 2010. szeptember 7. | San Nicolás de los Garza, Estadio Universitario | Mexikó           | 1 – 0    | Kolumbia  | barátságos                     | 0      |         |
| 2.     | 2010. október 12.   | Ciudad Juárez, Estadio Olímpico Benito Juárez   | Mexikó           | 2 – 2    | Venezuela | barátságos                     | 0      | 46'     |
| 3.     | 2014. szeptember 6. | Santa Clara, Levi’s Stadion                     | Mexikó           | 0 – 0    | Chile     | barátságos                     | 0      | 70'     |
| 4.     | 2014. szeptember 9. | Commerce City, Dick's Sporting Goods Park       | Mexikó           | 1 – 0    | Bolívia   | barátságos                     | 0      | 83'     |
| 5.     | 2014. október 9.    | Tuxtla Gutiérrez, Estadio Víctor Manuel Reyna   | Mexikó           | 2 – 0    | Honduras  | barátságos                     | 0      | 66'     |
| 6.     | 2014. október 12.   | Santiago de Querétaro, Estadio Corregidora      | Mexikó           | 1 – 0    | Panama    | barátságos                     | 0      | 92'     |
| 7.     | 2015. április 15.   | San Antonio, Alamodome                          | Egyesült Államok | 2 – 0    | Mexikó    | barátságos                     | 0      | 79'     |
| 8.     | 2015. július 9.     | Chicago, Soldier Field                          | Mexikó           | 6 – 0    | Kuba      | CONCACAF-aranykupa, csoportkör | 0      |         |
|        | Összesen            |                                                 |                  | 8        | mérkőzés  |                                | 0      | gól     |